# Кадриорг (стадион)
«Кадриорг» (эст. Kadrioru staadion) — многофункциональный стадион, расположенный в Таллине, в районе Кесклинн.
В настоящее время используется в основном для проведения футбольных матчей. Является домашним стадионом футбольного клуба Левадия. Стадион был открыт в 1926 году. Трибуны вмещают 5000 зрителей.
До открытия А. Ле Кок Арена в 2001 году стадион являлся домашним для сборной Эстонии по футболу.